# Abtei St. Samuel

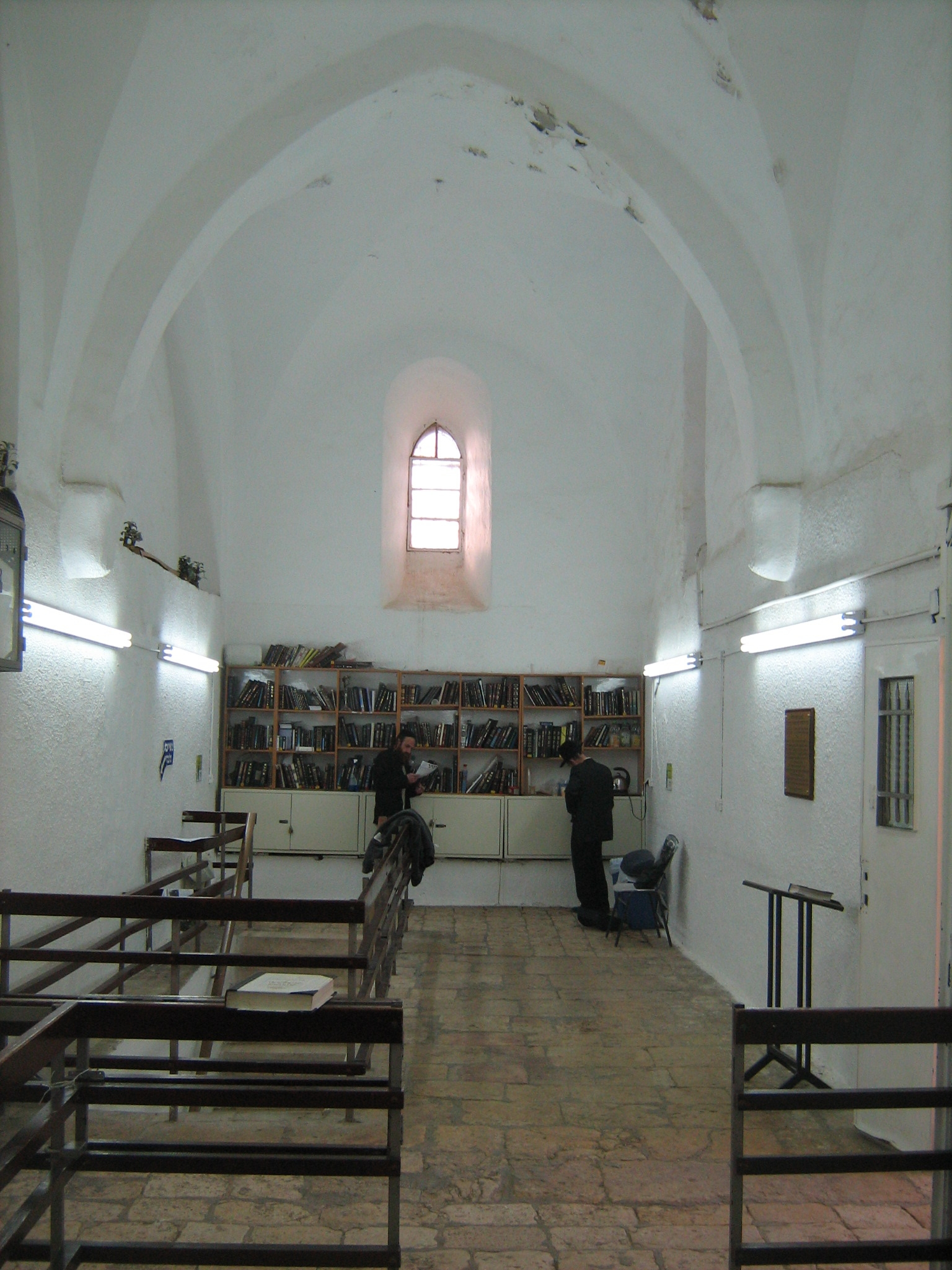
Erhaltener Teil der früheren Abteikirche, heute als Synagoge in Benutzung

St. Samuel (auch: Monjoie) war eine Abtei der Prämonstratenser im von den Kreuzfahrern gegründeten Königreich Jerusalem. Die Abtei wurde an der Stelle errichtet, wo der Überlieferung nach der Prophet Samuel bestattet wurde. Heute befindet sich an der Stelle des Prophetengrabes eine Moschee in dem Dorf Nabi Samwil im Westjordanland. Die Krypta der früheren Kirche dient heute als Synagoge.

## Geschichte
Die Kreuzfahrer nannten die Anhöhe des Samuelsgrabes Mons gaudii, französisch Montjoie (Berg der Freude). Denn von hier aus erblickten sie der Überlieferung zufolge während des Ersten Kreuzzugs auf ihrem Weg nach Jerusalem erstmals die heilige Stadt. König Balduin II. schenkte dem heiligen Bernhard von Clairvaux den Ort des Grabes sowie 1000 Goldstücke zur Errichtung eines Zisterzienserklosters. Bernhard lehnte das Geschenk ab und bot es 1150 in einem Brief dem Abt von Prémontré an. St. Samuel wurde schließlich ein direktes Tochterkloster der Abtei Prémontré. Die Äbte von St. Samuel hatten den Status eines Suffragans des lateinischen Patriarchen von Jerusalem. 1185 wurden die Rechte und Besitzungen der Abtei von König Balduin V. bestätigt. 1187 wurde das Kloster durch Sultan Saladin erobert. Die Prämonstratenser waren nach Akkon geflohen, wo der Konvent in der Tochtergründung St. Samuel bis zum Fall der Stadt 1291 weiter Bestand hatte.
Im 17. Jahrhundert wurde die Ruine der Kirche zur Moschee umgebaut. 1912 erfolgte ein fast vollständiger Neubau, der 1917 schwer durch türkische Artillerie beschädigt und später wiederaufgebaut wurde. 

## Bau und Anlage
St. Samuel besaß eine kreuzförmige Abteikirche, die im Osten vermutlich mit einer Halbkreisapsis schloss. Nördlich des Langhauses besaß die Kirche einen seitenschiffartigen Anbau mit dem Zugang zum Samuelsgrab, der im Kern erhalten ist.